# Doddapura, Chintamani
Doddapura là một làng thuộc tehsil Chintamani, huyện Kolar, bang Karnataka, Ấn Độ.